# Суфизам
Суфизам, односно тасавуф (арап. تصوف, тасавуф, перс. عرفان, ерфан), је мистички аспект ислама, начин живота усмерен према остварењу Божјег јединства и присуства кроз љубав, искуствену спознају, аскетизам и екстатичко јединство са вољеним Творцем. Следбеници суфизма се називају суфије или дервиши.
Основни принципи тасавуфа првенствено су били инспирисани Кораном и примером пророка Мухамеда; посвећеност једном Богу и одбацивање света, водило је у аскетизам, понекад и до крајности. Постојали су и спољашњи утицаји, нарочито из хришћанске аскетске традиције и од гностика, али суфизам јесте специфично исламски облик мистицизма. Првобитно није било организованог система: појединци, свети мушкарци и жене поучавали су своје ученике и посвећенике, и њихове изреке и дела су бележени и преношени.
Иако је већина суфија била побожна и покорна, њихова искуства и одушевљење, неке су довели дотле да изговарају екстатичке и непромишљене исказе, као што је био случај са Менсуром ал-Халаџом, чије су речи: „ana al-hak“ („Ја сам истина“, односно бог) допринеле да буде осуђен и погубљен 922. године. Међутим, већина се суфија држала мање екстремног вида фана („преласка“ Богу).

## Етимологија
Име суфи највероватније потиче од речи суф, вуна. Термин суфи и суфизам (тасавуф) потичу од белог вуненог огртача (суф) коју су носили муслимански аскети.

## Историја
Суфије сматрају да је суфизам почео са Мухамедом, због чистоте његовог блиског односа са Богом, његовог откривења и мистичног пењања кроз небеса. Доказе су налазили у Мухамедовим делима и у његовим изрекама (хадис) и у Курану који се показао њиховим непресушним извором. У традицији Мухамедове сопствене заједнице, постојали су посебно побожни и непоколебљиви верници чији је завет био да чувају чистоту вере која се развијала од утицаја света. Чак и под праведним халифима који су следили Мухамеда, у заједници су се јавиле резерве и чули су се гласови у вези са променама које су се дешавале у њој. Да ли нагласак треба ставити више на ритуалне обичаје и закон или на унутрашњу веру и љубав? Да ли је Бог далек и свети Господар или је Он приступачан и допушта да буде вољен, чак у души? У једном стиху који је драг суфијама, Бог каже: „Ми створисмо човека и свакако знамо које зебње раздиру његову душу, јер Ми смо ближи њему него његова жила-куцавица“ (Сура 50:16).
Када је халифат прешао на Умајаде у Дамаск, у културном погледу удаљен од строгог Арабијског полуострва, многи су се успротивили секуларизацији, ако не и декаденцији, владара који би требало да буду Божји управитељи на земљи. У то време, постојали су побожни муслимани, који су се одрицали сваког поседа, жељели су живети једноставним животом, и који су уобичајено звани факир и дервиш, што значи „сиромашан“. У знак аскетизма одевали су се у грубе вунене хаљетке (суф). Редовништво се у исламу јавља у другој половини 8. века у источном, шиитском исламу на границама Месопотамије.
У 9. веку се мистички покрет сукобљује у Басри и Багдаду с рационалистичком теологијом (калам) сунитског смера. Суфије су често наилазили су на жесток отпор службеног ислама, изазивајући оптужбе због пантеизма, либертинизма и запуштања ритуалних дужности. Сматра се да су на суфизам, између осталог, утицали аскетизам хришћанских монаха и неке неоплатонистичке идеје.
У 10. веку назив суфи (код нас: суфија) за исламске мистике и аскете познат је у целом муслиманском свету. Многи су се одвојили од пријатеља, пресекли породичне везе и одбацили храну и заклон. Однос између учитеља и ученика представљао је саму срж суфијске праксе. Учитељ је требало да буде пажљиво изабран а над новајлијом је требало да му буде дата потпуна моћ. Велики учитељ је могао да буде сматран и свецем (вали алах, „пријатељ Бога") у ком случају би наставио да пружа благодатну моћ чак и после смрти, а његов гроб би постао место ходочашћа. Групе ђака су почеле да се окупљају око великих учитеља, а заједничка станишта су се развила у манастире већ пред крај 8. века. У прво време случајне и пролазне, у дванаестом веку постале су врло често дариване и развијене организације са политичком моћи, хијерархијском лествицом, монашким правилима и институционализованим ланцима иницијације.
12. век сведочи о успону суфијских редова или братстава. Ученици би се окупили око светог човека кући братства суфија. Ови су ученици, звани саликун (путници), следили тарику (стазу). Множина турук или тарикат (стазе) је касније почела да се примењује као одредница самих редова. У 12. и 13. веку, формирани су редови (турук) и сваки је добио име по чувеном учитељу. Сваки је наглашавао сопствено виђење, молитве, литаније, и најважније, свој дикр, дословно „сећање“ на бога.
Угледни међу редовима били су бекташије (средина 14. века), суравадије (од отприлике 1200; постали су утицајни у Индији), рифаије, или завијајући дервиши (средина 12. века, познати по невероватним егзибицијама), египатске шазилије, кадирије и накшбендије. Суфијске братовштине укључивале су дервишке редове и факирски покрет, а многи од њих постоје и данас, највише на сјеверу Африке.

## Учење и пракса
Суфије прижељкују непосредно искуство божјег присуства. Суфије се служе различитим методама да би досегли стање блискости са богом и ослободили се ометања из спољњег света. Један од извора суфизма у Курану налази се у препоруци да се практикује зикр, који значи памћење, контемплацију, помињање Бога (на пример, 13:28, 33:14). У суфијској пракси, то може бити праћено молитвеним бројаницама, контролом дисања, музиком или плесом окретања по којем знамо дервише мевлевије.
Кроз молитву и медитацију суфије желе понирати све дубље у Божју љубав. Молитва суфијске учитељице из осмог столећа Рабије ел Адавије била је: "О Боже, ако те обожавам из страха од пакла, тада дај нека у паклу изгорим, ако те обожавам ради наде у рај, онда ми га не дај. Но ако те обожавам зарад тебе самога, не устегни од мене своју вјечну красоту!" Идеје суфичког мистицизма блиске су ставовима индијске религиозне филозофије. Та се сродност заснива и на изворним непосредним контактима.
Мистична поезија, као што су матнаве „Месневије“ Мевлане Џелалудина Румија и Фаридудина Атара „Састанак птица“, уноси у широке кругове више лепоте суфизма него било који суфијски приручници.

### Духовна стаза суфија
Једно од кључних суфијских учења је учење о енеаграм, у помоћу којег се помагало људима на путу према Богу. Духовна стаза је била разнолико схематизована од стране разних писаца суфијских приручника. Станице (макамаш) до којих су аскете стизале на путу, и богомдано стање (ахвал) јављају се у различитом броју. Абу Наср ел Сарај (умро 988), наводи ових седам станица:
1. покајање
2. апстиненција
3. аскетизам
4. сиромаштво
5. стрпљење
6. уздање у Бога
7. задовољштина

Стања су много више персонализована и неухватљивија него станице. Сарај наводи њих десет:
1. стална пажња
2. приближност
3. љубав
4. страх
5. нада
6. жеља
7. породичност
8. смиреност
9. контемплација
10. извесност

## Однос ислама и суфизма по суфизму
Осим што се реч „суфизам“, којима се данас најчешће именује схватање, тумачење и практиковање ислама од стране муслимана који се називају суфије или дервиши, везују за значење „чистоћа“, оне се, такође, везују и за значење „обући на себе вунену одећу“. Ово, друго значење асоцира на аскетизам, а настало је због тога што су прве суфије носили грубу вунену одећу. Међутим суфизам се не може изједначити са аскетизмом, јер се неки елементи аскетизма јављају у суфијском учењу само као средства и методе да би се постигли одређени циљеви. Дакле суфизам је много шири појам од аскетизма.
Исто тако се нити појам мистицизам не може изједначавати са суфизмом, иако се то редовито чини. Појам мистицизам означава нешто што је непознато, тајновито, изваносећајно, односно прецизније речено тај термин означава људе, правце, покрете, технике и методе који настоје да досегну невидљиви свет, да успоставе контакт са њим и да открију његове тајне. Истина је да суфизам има то својство да жели да урони у дубинска значења и схватања Алахових Ајета и у Курану и у универзуму. Истина је и то да суфије настоје да пређу баријеру која одваја невидљиви свет (гајб) од видљивог света. Али и у овом случају као и у претходном реч је о средству, а никако не о циљу. Праве суфије не желе да остану на степеници сазнања о створењима која егзистирају у невидљивим световима, они желе да за собом оставе све светове створења да их они не би „ометали“ у приближавању Створитељу. Сви светови, сва створења и сва богатства и ризнице на њима - све то за правог суфију не значи ништа битно и значајно, њега интересује једино Господар, односно Створитељ свега тога. Чак и све посебне способности (керамети) за правог суфију само су средства, а никако не циљеви на његовом путу. Његов циљ само је један - Алахово задовољство. Јасно је дакле да се суфизам не може објашњавати нити са једним од појмова „аскетизам“ и „мистицизам“ нити са њима изједначавати. Он је по суфизму виши од њих. Најближе објашњење појма суфизам по суфизму би било да је то исламски езотеризам - унутрашње схватање ислама.
Да бисмо покушали објаснити шта је то што се обично именује именима „суфизам“, најбоље је да се користи један други појам, који је исто тако много у оптицају, а то је „тарикат“. Ова реч потиче од арапске речи tariq која значи пут, пролаз од нечега ка нечему и управо њоме се на најбољи начин може дефинисати оно што је предмет нашег садашњег размишљања.
Појмови „тесавуф“, „суфизам“, „тарикат“ не означавају ништа друго до један систем схватања, радњи и поступака којима се Алахов роб жели приближити своме господару, те задобити и увећати његову љубав и његово задовољство. Значи „тарикат“ је „путовање ка Алаху“, а и сама реч „дервиш“ има значење „путник“.
Одавде се види да се у ствари појмови ислама (потпуне преданости Богу), као природне вере човекове и „тариката“ (путовања у Божију близину) никако не могу раздвојити.
Тарикат, схваћен у ширем смислу речи као универзални пут приближавања Алаху није ништа друго до ислам (зато што се свако ко искрено и досљедно живи у исламу де факто приближава Алаху). Тарикат схваћен у ужем смислу речи као традиција, учење и пракса дервиша (суфија), није опет ништа друго до само једна димензија ислама и то она духовна. Ово најбоље потврђује изрека: 'Шеријат може без тариката али тарикат не може без Шеријата!

## Модерни суфистички покрети
- Накшибендије - тренутачно је најпопуларнији суфистички покрет у Босни и Херцеговини
- Чишти - је први суфистички покрет који је дошао у западну Европу (1913. године).
- Кадирија - је децентрализирани суфистички покрет.
- Каландарија - је суфистички покрет који је био веома популаран у средњој Азији и Ирану.
- Сухравардија - је суфистички покрет који је настао у Ираку.
- Шадилија - је суфистички покрет који је био популаран пре свега у северној Африци из које се раширио по свету.

## Познате суфије
Хасан ел Басри (умро 728) био је један од раних муслиманских аскета. Он је критиковао материјалистичке циљеве освајача и све ствари које су биле од овога света. Његови назори су превазишли пуку умереност, замењену потпуном потиштеношћу и плачем, понирањем у изреку Пророка, „Када би знао оно што ја знам, мало би се смејао, а много плакао“.
Рабија ел Адевија (умрла 801. године) је подигла наслеђену аскетску традицију до нове димензије кроз страствени љубавни мистицизам. Као у случају неких других суфија, Рабијин утицај је растао кроз популарне и маштовите анегдоте о њеном животу, које су кружиле и биле записиване. Њена љубав према Богу била је апсолутна и ексклузивна у односу на све друго, не допуштајући простор нити за страх од пакла нити за жељу за рајем нити за мржњу према Сатани.
Мансур ел Халаџ (857—922) је био мучен и погубљен у Багдаду, како због свог екстремног религијског става, тако и због својих политичких веза. Он је постао славан због свог хвалоспева куранском Сатани (Иблис) који је одбио да се поклони пред Адамом када је Бог наредио свим својим бићима да тако учине (2:28-34). Ово одбијање је интерпретирано више као монотеистичка верност него као зла непокорност. Халаџ је такође био познат и по својој екстатичној изјави, „анал-Хак“ (Ја сам Истина). У суфијском начину изражавања, ово може бити схваћено и као објава сједињења са Богом, кога су они називали Истином, али ортодоксном уху то је највиши облик богохуљења. Халаџево индискретно казивање може бити упоређено са објављивањем Абу Јазида ал Бистамија (умро 874), „Нека је Слава моја! Како је велика моја Узвишеност!" или „Видео сам како Ћаба шета око мене."
Ел Газали (1058-1111) био је учитељ судства, калама (дијалектичка теологија), и филозофије али несрећа која му се десила на половини живота преобратила га је у суфију, и он се највише памти као борац за превласт искуственог знања над филозофским знањем и откривења над резоновањем. Поред његове славне „Несувислости филозофа“, његова биографија и његово „Оживљавање религијских наука“ убедљиво заговарају ортодоксију, законитост, па чак и неопходност мистицизма. Газали је донекле заштитио мистичко учење од прогона својим ауторитетом у схоластичким круговима.
Ибн Араби (1165-1240) се често сматра највећим исламским мистиком. Рођен је у Андалузији (Шпанија), и био је систематичар, путник, песник, шеик и плодан писац чије су књиге биле веома цењене. Његови најчувенији радови су „Тумач жеља“, који садржи љубавну поезију, „Драгуљи мудрости“ и велелепна „Откривења из Меке“. Основна за Ибн Арабијев систем била је доктрина „јединства бића“ (вахдаш ел вуџуд). Са становништа пантеистичког јединства бића, проповедао је једнакост свих религија. Све што уистину постоји јесте Бог, потпуно неизрецив и трансценденталан. Њему је његова креација потребна да би спознао себе, да би била његово огледало; ми смо атрибути Бога. Друга Ибн Арабијева теорија била је Савршено Људско Биће (ел инсан ел камил), врхунац Божје креације. То биће има много димензија: оно може бити космолошка хипостаза која дела као камен-темељац стварања; може бити духовни стуб или кушб који усмерава и подупире његов век; оно може бити срж Пророка - од Адама до Мухамеда. Људско биће је микрокосмос универзалног макрокосмоса; та веза може бити искоришћена за коначни преображај мистика. Као сам врх стварања, људско биће је сјај на Божјем огледалу, најоштрија слика Божанског, која пробија вео илузије што чини да стварање изгледа исто стварно као и његов створитељ.